# Hypseleotris tohizonae
Hypseleotris tohizonae је зракоперка из реда Perciformes и фамилије Eleotridae.

## Угроженост
Ова врста није угрожена, и наведена је као последња брига јер има широко распрострањење.

## Распрострањење
Ареал врсте је ограничен на једну државу. 
Мадагаскар је једино познато природно станиште врсте.

## Станиште
Станиште врсте су слатководна подручја.